# Biomechanical
Biomechanical fue un grupo británico de groove metal y thrash metal con un estilo progresivo.
En la primavera de abril del año 1999 Biomechanical fue fundado en Londres. John K. también fue vocalista de Balance of Power, pero dejó la banda para dedicar todo su tiempo a Biomechanical. La voz de John K. especialmente muestra la variedad sonora de Biomechanical. El sonido de Biomechanical está determinado por difíciles Riffs y la compleja estructura de las canciones. La voz está parcialmente distorsionada con moduladores y ampulosa al estilo orquestal, sonidos sintetizados creados por el guitarrista, el uso de una guitarra MIDI por parte de Jamie Hunt ayudan a crear el complejo y extremo sonido de Biomechanical. 
Desde el 2008 la banda dejó de la actividad comercial, y lo último que se sabe de ellos es que en 2019 su discográfica Earache Records lanzó en formato digital un recopilatorio de tipo EP llamado Orchestral Empires, canciones instrumentales remezcladas de la agrupación en versión exclusivamente sinfónica. 
Del único exmiembro que se conoce su vida pública es Jamie Hunt, que actualmente da clases de guitarra a estudiantes del Instituto de Educación Secundaria Hardenhuish situado en Chippenham, Wiltshire.

## Formación
Últimos miembros
John K. – voz y teclados (1999–2008) 
Gus Drax – guitarra (2007–2008)
Adrian Lambert – bajo (2007–2008)
Jonno Lodge – batería (2007–2008)
Chris Van Hayden – guitarra (2007–2008)
Miembros anteriores
Matt C. – batería (1999–2007)
Chris Webb – guitarra (1999–2007)
Jamie Hunt – guitarra (2001–2007)
Jon Collins – bajo (1999–2007)
Steve Forward – guitarra (1999–2001)

## Discografía
- Distorted - Demo (Independiente/2001)
- Eight Moons - Álbum de estudio (Revolver Records/2003)
- The Empire of Worlds - Álbum de estudio (Earache Records/2005)
- Cannibalised - Álbum de estudio (Earache Records/2008)
- Orchestral Empires - Disco recopilatorio (Earache Records/2019)